# グラウンドポジション

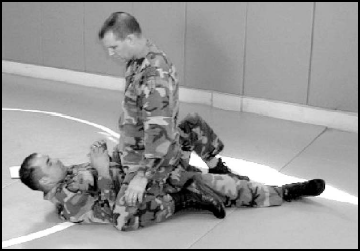
マウントポジション（上）

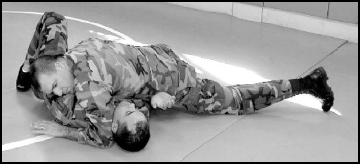
サイドポジションの一つ横四方固め（上）

グラウンドポジション（Ground Position）は、総合格闘技などの格闘技で競技者の足の裏以外がマットについている体勢または状態のことをいう。グラウンドポジションでの攻防には打撃が含まれたり、片方がスタンディングポジションである場合があるため、寝技とは異なる概念とする見方もある。

## 各競技・ルールにおけるセオリー

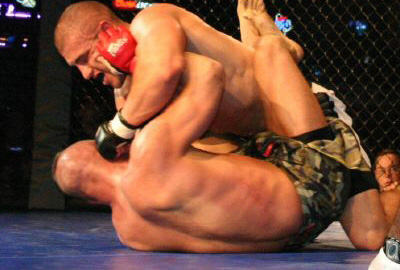
総合格闘技におけるインサイドガードポジションからのパンチ

ピンフォールや抑え込みによる決着の有無や、関節技・打撃技・相手を叩きつける投げ技（バスター、パワーボム、パイルドライバー、スラムなど）、の有無など、格闘技の種目やルールの違いによってグラウンドポジションでの攻防セオリーは異なる。ある競技では絶対有利という体勢も、別の競技では無意味とされる場合も多い。また、同じような体勢でも、体の角度や腕をどこに置くべきかという細部が異なることが多い。競技上でも、全く同じ体勢等が競技、ルールによって異なる扱いをされることがあり、例えば後述のハーフガードポジションからトップポジション側が脚を抜いてマウントポジションを奪取したケースだと、ブラジリアン柔術では三秒以内にハーフガードに戻ればパス（パスマウント）ポイントが入らない（アドバンテージは入る）のに対し、柔道では抑え込みの宣告後三秒以内にマウント側の膝下に脚が絡む状態に戻っても抑え込みは続行され、サンボでは密着さえ保たれていればフルガードポジションの上やハーフマウントでも抑え込みの対象とされる（ただしサンボに抑え込みによる決着は無い）というように各々の特色がみられる。

### ブラジリアン柔術
ブラジリアン柔術やグラップリングのルールでは、グラウンドポジションの攻防においてピンフォールが存在しない、関節技・絞め技によるタップアウト決着を前提としている、膠着時にも待て（ブレイク）がかかりにくい、相手を叩きつける投げ技が禁止されているなどの特徴があるため、ガードポジションからの攻撃やパスガードが重視される。柔道と同様、同じ正対した上でもインサイドガードポジションより抑込技の上のほうが有利とされている。柔道と異なりマウントポジションやバックグラブがさらに有利とされる。また、ブラジリアン柔術ではポジショニング理論に基づいた得点制が導入されている（ブラジリアン柔術#ポジティブポイントを参照）。

### レスリング
アマチュアレスリングやプロレスのルールでは両肩がマットに接する状態で抑え込まれるとピンフォールにより決着となる、相手を叩きつける投げ技が許されている。アマチュアレスリングでは首への絞技が禁止されているなどの特徴がある。そのため、グラウンドポジションでの防御の体勢にはすばやく立ち上がることを重視した#パーテールポジションが多用される。攻撃側は通常#サイドポジションからの抑え込みを狙う。バックグラブはグレコローマンスタイルでは反則、フリースタイルでは逆転フォール負けのリスクがあるので滅多に使用されない。プロレスにおいても攻めている下の選手がピンフォールと見なされることもある。アマチュアレスリングで下になったレスラーはブラジリアン柔術や柔道の様にガードポジションから攻めようとしたり、粘ろうとすることはまずなく、がぶられるかポイントを取られることを覚悟で背を向けうつ伏せになる。

### 総合格闘技
グラウンドポジションでの打撃や相手を叩きつける投げ技が認められている総合格闘技では、下のポジションをすばやく回避したり、#マウントポジションなど相手の上位を奪取することをより重視した技術体系となっている。また、#インサイドガードポジションやがぶりなどの完全に相手を制圧していない体勢からの打撃も有効な攻撃手段である。

### 柔道
柔道のルールは立ち技で相手を投げることを重視し、うつ伏せよりも仰向けで倒した場合より高得点となる、相手と正対して仰向けで下になってガードポジションを取っていなければ抑え込みとみなされる。攻防が膠着すれば「待て」がかかり立ち技から仕切り直しとなるなどの特徴があるため、グラウンドポジションでの防御の態勢としてはうつ伏せやそこから手足を引っ込めた亀の甲の姿勢、亀の姿勢が使用される。だが、フルガードポジションよりマテが遅いので亀の姿勢は避ける柔道家も多い。ブラジリアン柔術と同様、ガードポジションを取っていれば下になったあとはポイント、スコアは取られないのでパスガードやガードポジションからの絞技、関節技、スイープの技術が豊富に有る。ブラジリアン柔術では禁止となる外掛け（ヒールホールド寸前の状態）は合法とされる。

### ロンドンの日本柔術学校の柔術
ロンドンにあった寝技が優れてるとして知られる古流柔術の不遷流を日本で学んだ谷幸雄、三宅タローによって設立された道場の柔術。グレイシー一族に柔道か柔術を教えた前田光世が指導員をしていた。柔道やブラジリアン柔術と同様、同じ相手と正対した上でもインサイドガードポジションより抑込技の上のほうが有利とされている。柔道と異なり特にマウントポジションが有利とされる。ブラジリアン柔術とは異なりバックグラブやバックマウントは特に有利とされていない。柔道とブラジリアン柔術の中間的な考え方となっている。

## 主なポジション

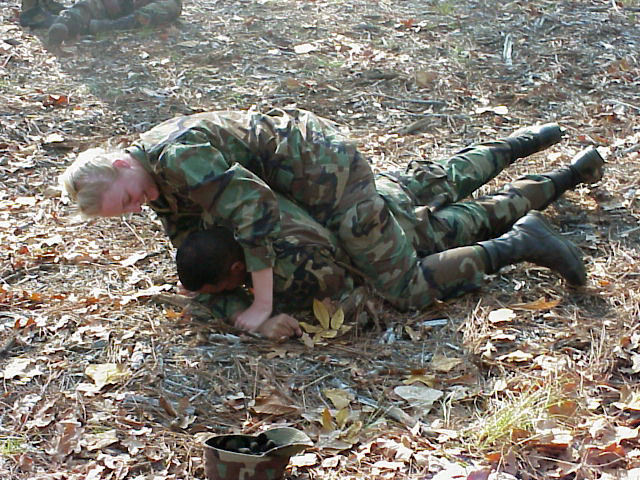
バックマウントポジション（上）

### マウントポジション
上の選手が下の選手の胴体に正対し馬乗りになっている状態を指す。柔道における縦四方固の体勢。横四方固に比べると安定性には欠けるが、上の選手は両手が自由に使えるためグラウンドパンチを打ち込んだり、関節技や絞め技も仕掛けやすく、上の選手が圧倒的に有利なポジションである。打撃技のないブラジリアン柔術においてもこのポジションには大きなポイントが与えられており、首への絞技にも持っていけるので絶大な効力をもつ。基本的にはバックマウントポジションとサイドマウントを除くと縦四方固だが、相手と胸が密着しなくても完全に胴をまたいでいればマウントポジションは認められる。別名マウント。

#### バックマウントポジション
アマチュアレスリングではライド (ride) という。上の選手が、下の選手の胴体に正対し馬乗りになっており、下の選手はうつぶせになっている状態を指す。上の選手は一方的に殴ることができ、絞め技や関節技も狙える。下の選手は、上の選手を見ることが出来ない。後述のバックグラブポジションと重複する部分もあるため、後述するバックグラブポジションと合わせて、バックポジションと言われることもある。別名バックマウント。

#### サイドマウント
サイドマウント (side-mount) はアンダーマウント(マウンティド)から横転して逃れたい相手を、片膝を立てて踵で抑えた状態。バックグラブへの移行や片羽絞めを狙う過程によく現われる。

#### アンダーマウントポジション
マウントポジションをとられている相手の下の選手の状態。

### バックグラブ

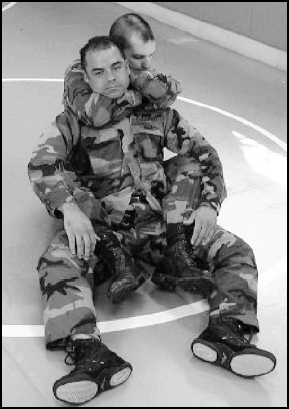
バックグラブ（背後）からの裸絞め

バックグラブは相手の背中にくっつき、両脚を相手にからませた状態。背後の選手は、一方的に殴ることが出来る上、絞め技などをねらいやすい。背中を取られた選手は、相手選手を見ることが出来ない。レスリングでは異なるが、背後の選手が圧倒的に有利なポジションである。このポジションは両者が仰向けになっている（すなわち、背後の選手が下）ほうが、背中を取られた選手が亀になって防御することが難しいためより有利である。ブラジリアン柔術での別名バックコントロール。

### ニーオンザベリー

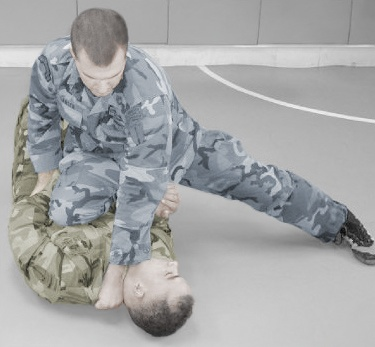
ニーオンザベリー（上）

仰向けの相手選手の爪先側の自らの片膝または片脛で相手選手の腹または胸を抑え、もう一方の膝を床から浮かせた状態。上の選手が有利な状態。両手で片襟片袖をとることが多い。柔道国際ルールにおける抑え込み技浮固の原形とも言われる。別名ニーオンストマック、ニーオンベリー、ニーオンチェスト、ニーマウント、ニーライド、ニーインザベリー。

### サイドポジション

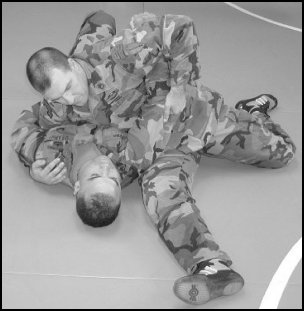
サイドポジションの一つ崩れ袈裟固め（上）

上の選手が、下の選手の胴体を横から抑え込んでいる状態を指す。柔道でいう横四方固、袈裟固、崩袈裟固の体勢である。上の選手が有利なポジションであり、さまざまな技を掛けることができる。マウントポジション以上に攻撃のバリエーションに富むため、選手によっては敢えてマウントポジションを取らずにこの体勢から攻撃を仕掛ける。この中で特に横四方固めは選手によっては最も安定して抑え込むことができる。ここから相手の足の方を向き、脚を交差させてマウントポジションを狙ったポジションをセンキーロジコスタスと呼ぶことがある。

### ノースサウスポジション

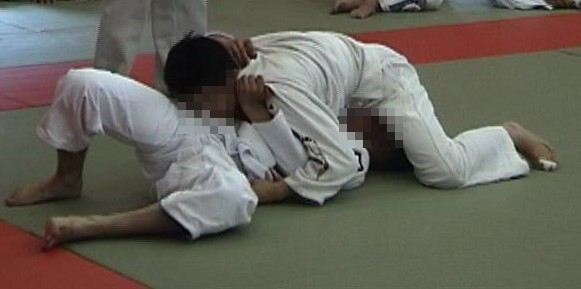
ノースサウスポジション

柔道の上四方固、崩上四方固の体勢。この体勢から極めることができる絞め技・関節技は限られるが、相手を安定して抑え込むことが出来る。

### ガードポジション
仰向けの下の選手と向かい合った上の選手との間を下の選手が脚で隔てていたり両脚で上の選手の胴や脚を絡めている状態の時、下の選手のポジションをガードポジション (guard position) と言う。ポジショニング技術における重要な要素である。後述のように脚の置き方で様々な種類がある。一見すると、上の選手が有利に見えるが、下の選手にも様々な関節技・絞め技を極めたり、スイープのチャンスがあるためそうとも限らない。植松直哉は、寝技の打撃が認められているとガードポジションの優位性は低まるだろう、としている。クローズドガード、ハーフガード以外のガードポジションを広義のオープンガードという。

#### クローズドガード

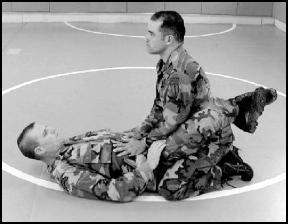
クローズドガード（下）

倒れた側（ガードポジション）が相手（トップポジション）の胴体を、両脚で挟み、相手の背面で足首を組んで抑えている状態。
この体勢から、自ら両脚を固定しているため、関節技・スイープをねらうことは難しい。相手にパスガードされそうになった、サイドをとられた体勢から持ち直したときなどの一時的な防御の体勢といえる。
一瞬脚をリリースした状態からならば、袖を引いて脚を掬うペンデュラムスイープや起き上がって引き倒すヒップスローと攻撃の幅はやや拡がりうる。別名クロスガード。

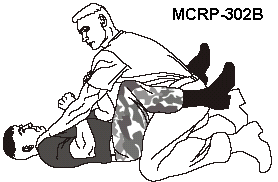
アメリカ海兵隊の接近戦マニュアルに見られるオープンガード（下）の基本形

#### スパイダーガード

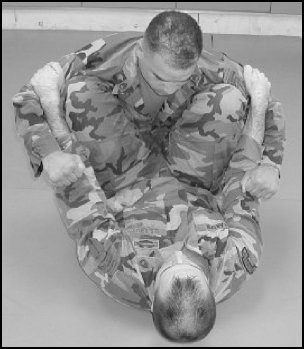
スパイダーガード（下）

右手の相手の左袖をつかみ、同じ側の右足の裏を、相手の左上腕にあてるのが基本的な形である。手で引き、足で押すことで相手を固定、コントロールする。両脚とも行う場合、片脚だけで行う場合がある。残った脚は、すねや足の裏を相手の腰骨あたりに当てておくことが多い。キックスパイダー。

#### 巻き付けスパイダーガード
略称巻きスパイダー。同側の相手の袖をつかみ、同側の脚を外側から、相手の腕に巻き付け、足の甲を上腕の内側に当てる。原則、片脚で行う。残りの脚は、通常のスパイダーガードと同じように置く。ラッソーガードとも呼ばれ、ここからは、片巻きをした脚と胴へ当てた脚とで巴状に返すリフトスイープ等で攻めることが出来る。

#### デラヒーバガード

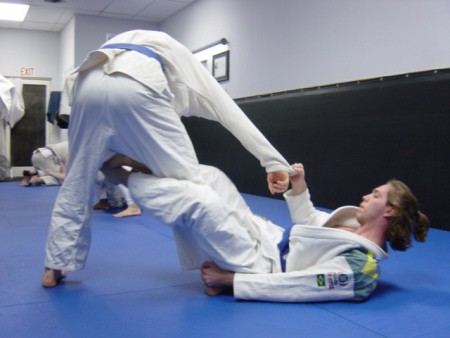
ブラジリアン柔術の稽古で使われたデラヒーバガード（下）

ヒカルド・デラヒーバが開発したガードポジションの一種。相手は立ち、こちらは相手の脚に脚を絡めている体勢。相手がこちらに背を向けて、こちらの片脚をまたいでいる状態になる。たとえば、相手の右脚はこちらの両脚の間、左脚はこちらの左脚の外側となる。
もちろん相手がいきなり背を向けてこちらの脚をまたいだからこの体勢になったわけではなく、こちらが相手を半身にさせ、脚を差し入れている。そのため、相手は、不利にならないよう、できるだけこちらに正対しようとし、こちらは背を向かせようとする（背を向けたならそのまま引き倒して、バックポジションが取れる）。先の例の場合、相手は右回りに力を加え、体勢を保持しようとする。

#### フックガード
ヒカルド・デラヒーバが開発したガードポジションの一種。脚を折りたたみ、足の甲・足首あたりを、相手の内ももに当てる体勢。足で押すことになるため、両手でしっかり相手を引きつけることが必要となる。足が相手の下に入っているため、スイープは狙いやすいが、関節技は狙いにくい体勢。

#### ラバーガード

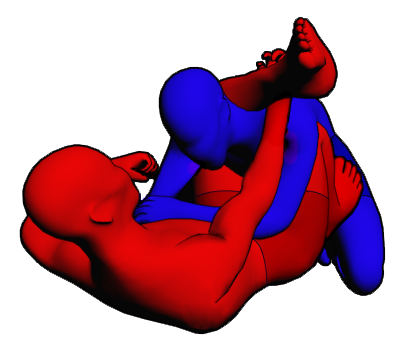
赤によるラバーガードのイラスト

エディ・ブラボーが開発したガードポジションの一種。自分の右（または左）足首を相手の首に巻きつけた上、自分の左（または右）手で掴み、相手の動きを制限する。

#### バタフライガード

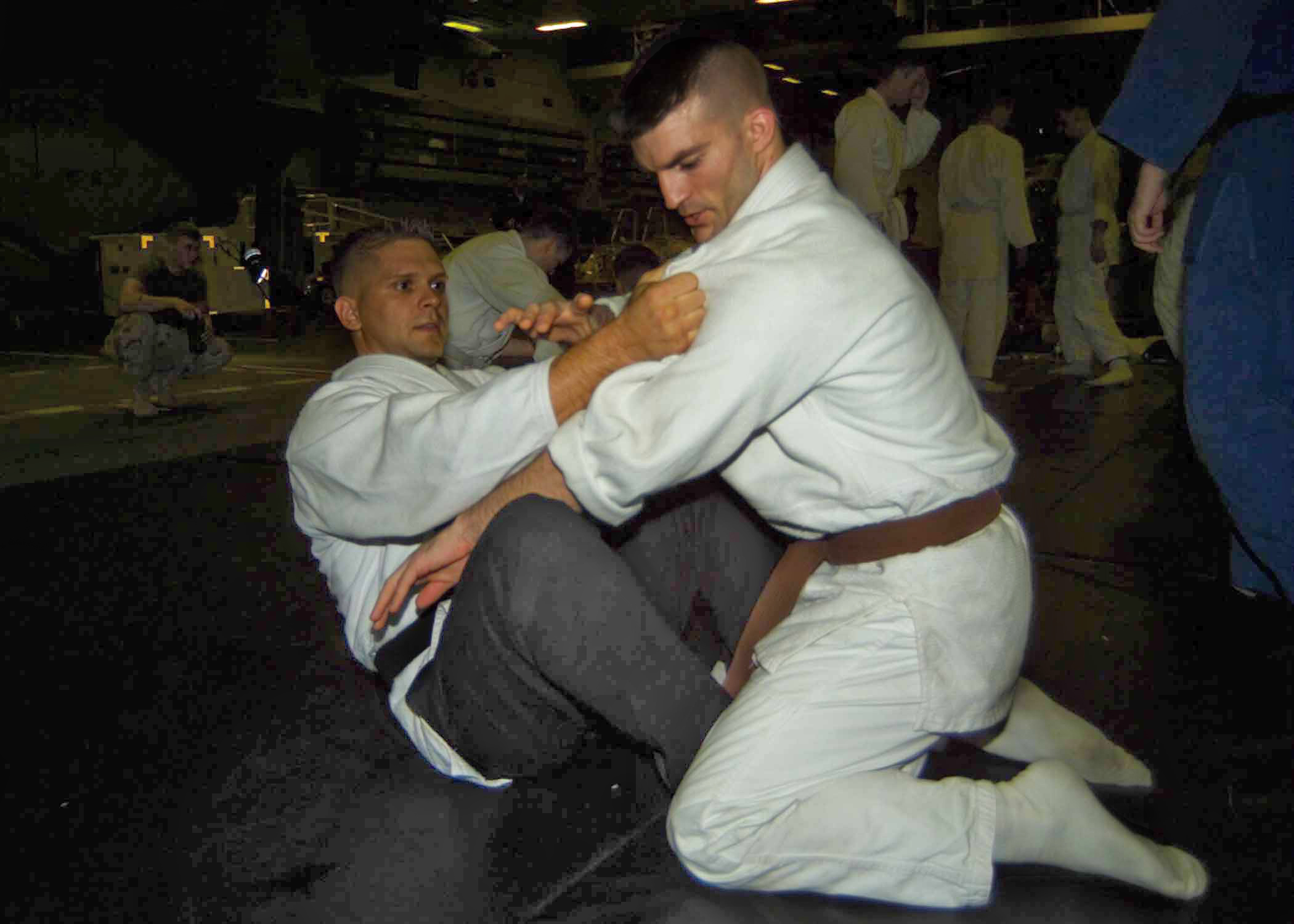
柔道の稽古でのバタフライガード（下）

両脚をやや折りたたみ、足の裏を相手の腰骨に当てた状態。両脚がほぼ自由であり、いろいろな関節技・スイープが狙える反面、パスガードされやすい。

#### ハーフガードポジション
ガードポジションの一種で上になっている選手の片脚が、下になっている選手の脚の間にある状態を指す。不完全なガードポジションという意味でハーフガードポジションと呼ばれる。しかし中にはこのハーフガードポジションからのスイープを得意としている選手もいる。代表的な形態として両脚で相手の片脚を挟み込む「足がらみ」（柔道での俗称。関節技の足緘とは異なる。または高専柔道での俗称「足挟み」。）がある。このうち片脚の甲を挟んだ相手の脚の甲にあてる「二重がらみ」は特にこのポジションを維持しやすくする。また、ハーフガードポジションを除くガードポジションを総称して「フルガードポジション」という。

#### Xガード

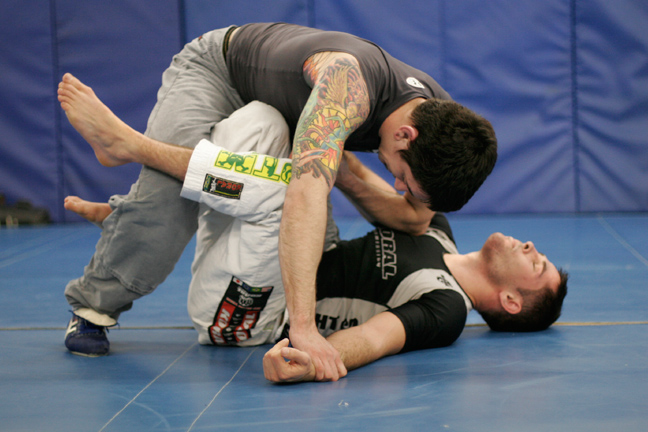
ブラジリアン柔術の大会で使われたXガード（下）

#### 猪木アリ
一方の選手が立ち、もう一方の選手がグラウンドポジションにいて、双方が攻撃を仕掛けようとしている状態を猪木アリ状態と呼ぶ。名前の由来は1976年のアントニオ猪木対モハメド・アリ戦で両者が同様の体勢になったことから。オープンガードポジションとも。

#### 50-50ガード

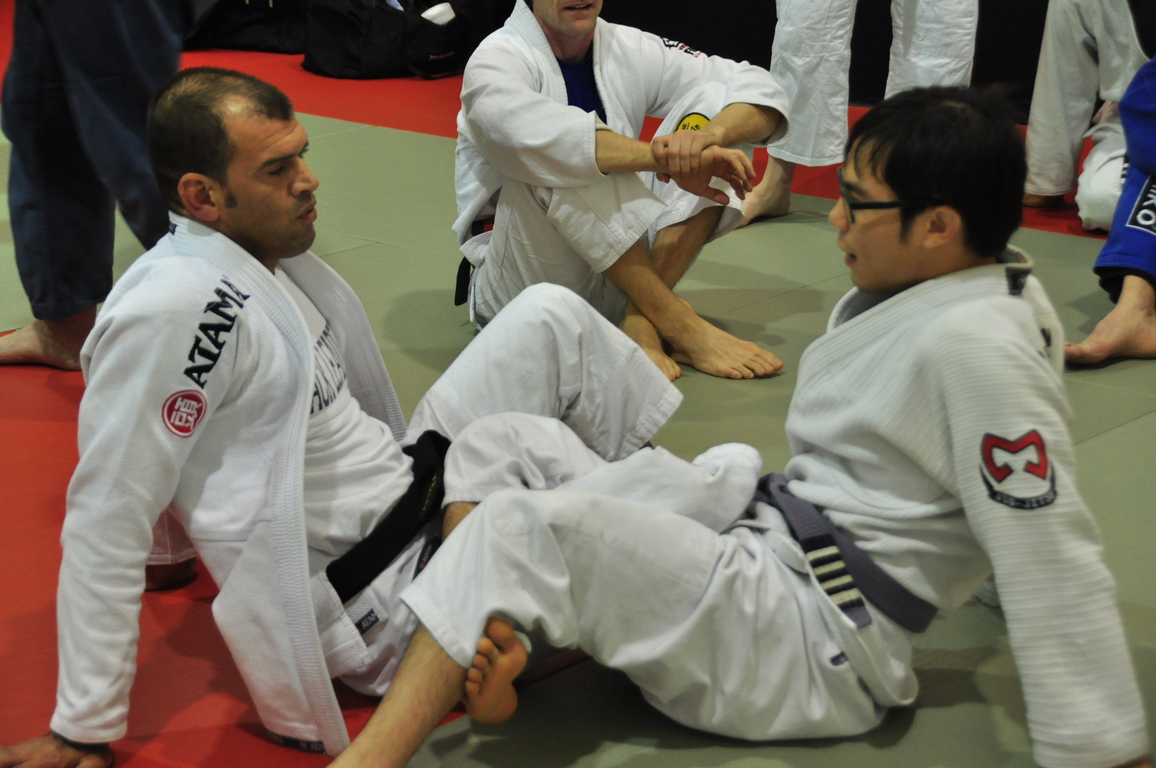
50-50ガード（下）を実演するメガトン・ディアス

など。

### インサイドガードポジション
ガードポジションをとられている相手の上の選手の状態。ハーフマウントポジションを除けば相手の脚で有効な動きが出来ず、有効な関節技・絞技は、脚への関節技といくつかの絞め技に限られている。原則、腕への関節技はかからない。ガードポジションの種類にもよるが、インサイドガードポジションからパンチを当てることはサイドポジションやマウントポジションからと比較すると難しい。脚への関節技は有利なポジションを保ったままかけることが難しく、失敗すると後述する「スイープ」をかけられたのと同様の不利なポジションになる。

#### ハーフマウントポジション
#ハーフガードポジションをとられている相手の上の選手の状態。インサイドガードポジションの一種。マウントポジションには含まれない。他のインサイドガードポジションほどではないが関節技・絞技は極めにくい。

### パーテールポジション

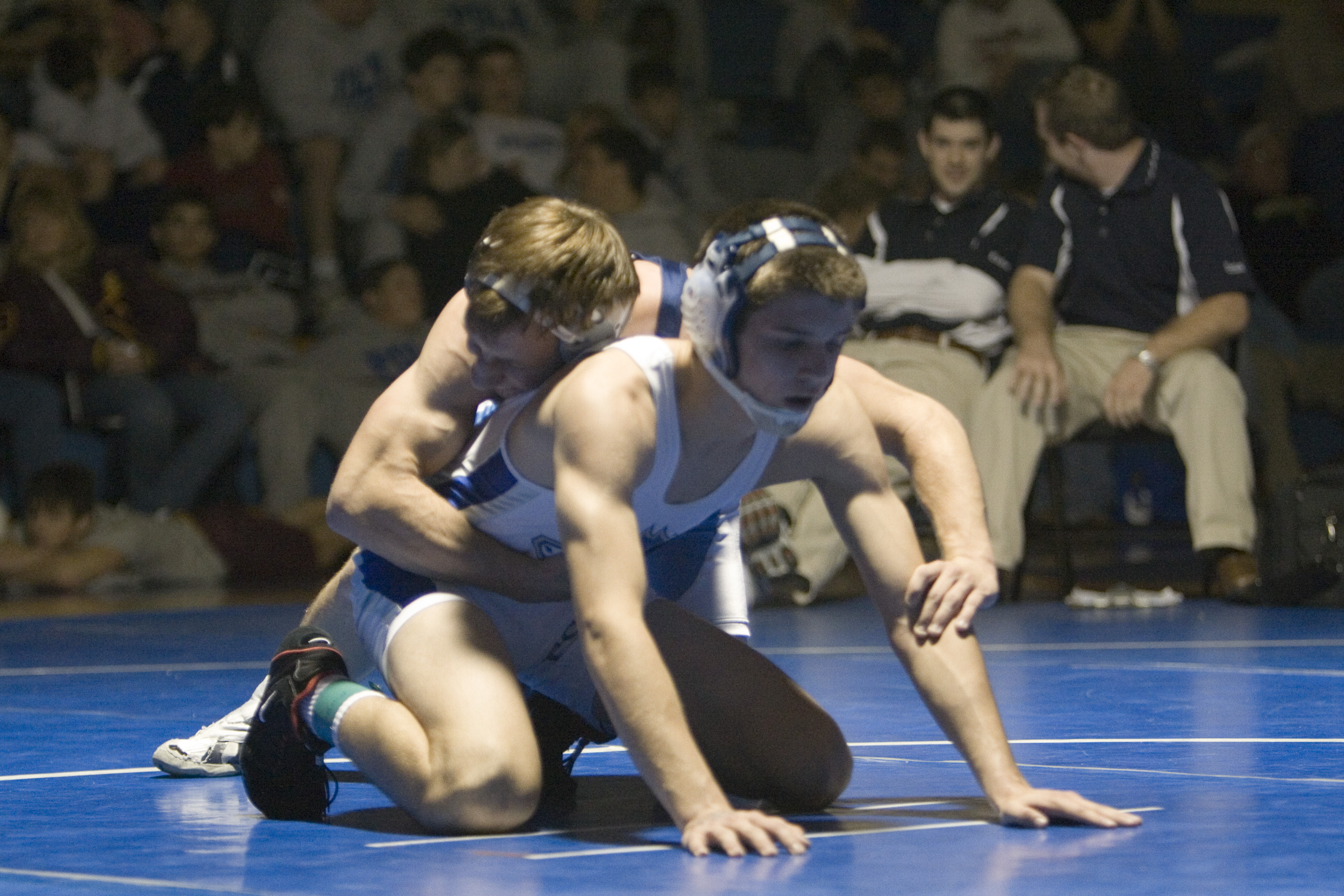
パーテールポジションを取るアマチュアレスリング選手（右）

アマチュアレスリング系の競技においてはグラウンドポジションでの防御側はピンフォールを避けつつ立ち上がり、スタンド状態に戻すことが要求されるため立ち上がり易さを重視し、両膝をつき、両手を突っ張る体勢であるパーテールポジション (仏:parterre position)をとることが多い。ディフェンスポジション (英:defense position)、クラウチングポジション (英:clouting position) とも。

#### 亀
亀、またはタートルガードは頭を下げ、両手足を地面に密着させる体勢のこと。柔道などの組み系格闘技では防御法として一般的であるが、打撃技のある総合格闘技においてはあまり使用されない。ブラジリアン柔術においても、亀状態のままでいればバックマウントポジションを取られてしまい、相手にポイントが入るため柔道ほど多用されない。柔道家の木村昌彦は高専柔道でも亀はあまり見られなかった、としている。別名亀の甲の姿勢。

#### がぶり

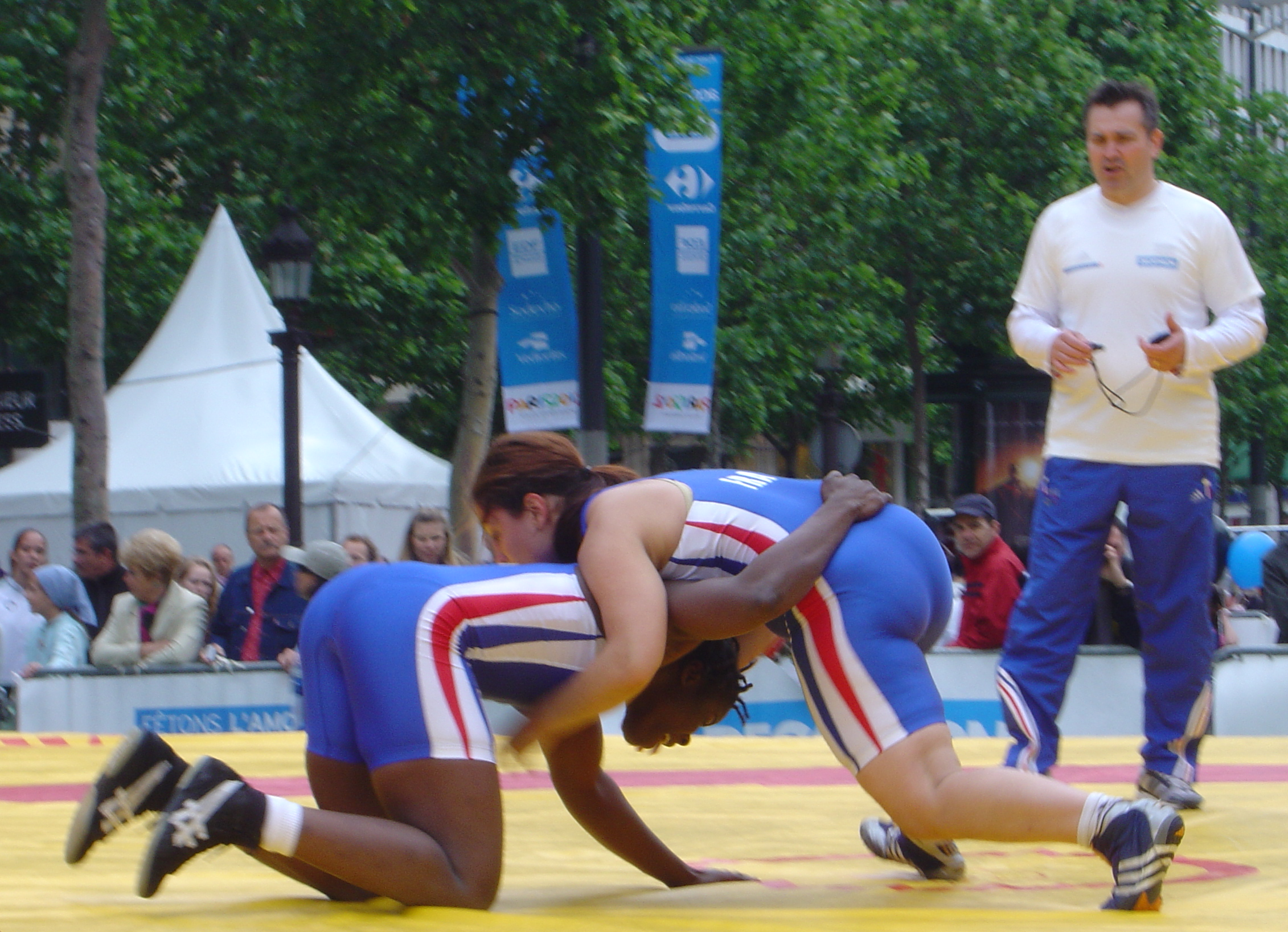
がぶり

スプローリングポジション (sprawling position) とも。前屈み、うつぶせに寝ている、またはパーテールポジションを取る相手の正面から相手の肩口、または背面に乗りかかるように覆い被さった姿勢のこと。

#### 4点ポジション
がぶり、亀、またはパーテールポジションにおいて、防御側の両手両膝が地面についている状態のことを特に4点ポジションと呼ぶ。別名四つん這い、四つ這い。

## グラウンドポジションにおいて使用されるテクニック

### パスガード
グラウンドポジションにおいて、インサイドガードポジションから下の選手の脚を乗り越え脱し、サイドポジション、ノースサウスポジションに移ることをパスガード (pass guard) という。
- 片脚担ぎ[14]
- かみつき[15]
- 割り込み（片膝割入り）[16]
- 両脚担ぎ[14]
- 両膝越し
- すかし入り
- 振り分け入り
- 脇差し(エスグリマパス)

など様々な方法がある。

### リバーサル
リバーサル (reversal) は下の選手がアンダーマウントポジションやガードポジションなどの体勢から相手をひっくり返し、上下を入れ替えること。柔道では同様の技術を「返し」と呼ぶ。
- ウーパ
- TKシザーズ
- 鉄砲返し[17]

#### スイープ
スイープ (sweep) はガードポジションから相手をひっくり返し、上下を入れ替えるリバーサル。
- シザーズスイープ[18]
- ヒップスロー[19]
- フラワースイープ[20]
- ヘリコプター[21]
- アナコンダ
- 草刈り[22][23][24]
- 後ろ帯取り返し
  - 浅野返し（下村返し）[25]
  - 縦返し[26]
- 膝乗せ返し[27]
- 横帯取り返し[28]
- 腕挫膝固返し（巻きスパイダースイープ）[29][30]
- 腹乗せ返し[31]
- キャタピラ返し[32]
- 十字絞返し
- 肩固め返し[33]
- 高橋返し
- 脚蹴り返し
- 酒井返し[34]
- スコップ
- わき取り返し
- ベリンボロ（ポルトガル語で「回転」の意）

など様々な方法がある。